# 半人馬級航空母艦
半人馬級航空母艦（Centaur-class aircraft carrier）是英國皇家海軍於第二次世界大战末期開始設計的轻型航空母舰船型，正式服役的半人馬級航空母艦共有4艘。第一艘供英國皇家海軍使用的半人馬級航空母艦于1953年服役，最后一艘于1984年退役。最先服役的三艘半人馬級航空母艦沒有帶有傾斜角度的飞行甲板，因此快速喷气式飞机無法在這些軍艦上起飛。此外還有一艘半人馬級航空母艦於1986年出售給印度，2021年正式退役。